# Сипиля, Тапио
Та́пио О́лави «Тапса» Си́пиля (фин. Tapio Olavi "Tapsa" Sipilä; род. 26 ноября 1958, Кийминки, Оулу) — финский борец греко-римского стиля, двукратный призёр Олимпийских игр, чемпион мира, многократный призёр чемпионатов Европы, пятикратный чемпион Финляндии (1976, 1980, 1982, 1983, 1986).

## Биография
В 1975 году стал серебряным призёром чемпионата Северных стран среди юниоров сразу в двух весовых категориях: до 68 и до 74 килограммов, а 1976 году на взрослом чемпионате стал бронзовым призёром, а среди юниоров стал чемпионом. В 1976 и 1978 годах на чемпионате Европы в возрастной категории Espoir становился четвёртым. В 1976 году впервые стал чемпионом Финляндии. В 1978 году на чемпионате Северных стран среди юниоров победил, а среди взрослых был серебряным призёром. В 1979 году победил на чемпионате Северных стран, а в 1980 был вторым (в полусреднем весе). На чемпионате Европы 1980 года завоевал бронзовую медаль.
Всю карьеру гонял вес и на крупных международных соревнованиях выступал в лёгком весе (нормальный вес у него был полусредний), в том числе потому, что нишу полусреднего веса в финской сборной занимал Йоуко Саломяки.
На Летних Олимпийских играх 1980 года в Москве боролся в лёгком весе (до 68 килограммов). Регламент турнира был с начислением штрафных баллов; за чистую победу штрафные баллы не начислялись, за победу с явным преимуществом начислялось 0,5 штрафных балла, за победу по очкам 1 балл, за поражение с явным преимуществом соперника 3,5 балла и за чистое поражение 4 балла. Как и прежде, борец, набравший 6 штрафных баллов, из турнира выбывал. Титул оспаривали 15 борцов.
Тапио Сипиля чисто проиграл первые две встречи и из турнира выбыл. Справедливости ради, следует отметить, что жребий свёл его в этих встречах с двумя явными фаворитами.
| Выступление на Олимпийских играх 1980 года | Выступление на Олимпийских играх 1980 года | Выступление на Олимпийских играх 1980 года | Выступление на Олимпийских играх 1980 года | Выступление на Олимпийских играх 1980 года | Выступление на Олимпийских играх 1980 года | Выступление на Олимпийских играх 1980 года | Выступление на Олимпийских играх 1980 года |
| Круг                                       | Соперник                                   | Страна                                     | Результат                                  | Счёт                                       | Баллы                                      | Всего баллов                               | Время схватки                              |
| ------------------------------------------ | ------------------------------------------ | ------------------------------------------ | ------------------------------------------ | ------------------------------------------ | ------------------------------------------ | ------------------------------------------ | ------------------------------------------ |
| 1                                          | Сурен Налбандян                            | Союз Советских Социалистических Республик  | Поражение                                  | Дисквалификация                            | -4                                         | -4                                         | 5:16                                       |
| 2                                          | Штефан Русу                                | Румыния                                    | Поражение                                  | Туше                                       | -4                                         | -8                                         | 3:48                                       |

В 1981 году стал победителем чемпионата Северных стран, стал серебряным призёром чемпионата мира и бронзовым чемпионата Европы. В 1982 году остался пятым на чемпионате мира. В 1983 году завоевал звание чемпиона мира, на чемпионате Северных стран был вторым и в третий раз стал бронзовым призёром чемпионата Европы. В 1984 году стал победителем чемпионата Северных стран.
На Летних Олимпийских играх 1984 года в Лос-Анджелесе боролся в лёгком весе (до 68 килограммов). Регламент турнира оставался прежним, с начислением штрафных баллов. Участники турнира, числом в 14 человек в категории, были разделены на две группы. За победу в схватках присуждались баллы, от 4 баллов за чистую победу и 0 баллов за чистое поражение. Когда в каждой группе определялись три борца с наибольшими баллами (борьба проходила по системе с выбыванием после двух поражений), они разыгрывали между собой места в группе. Затем победители групп встречались в схватке за первое-второе места, занявшие второе место — за третье-четвёртое места, занявшие третье место — за пятое-шестое места.
Тапио Сипиля, будучи действующим чемпионом мира, был явным фаворитом соревнований, тем более в отсутствие сильных борцов из социалистического лагеря. Финский борец без особых проблем победил в группе, но неожиданно в финальной схватке был на первой же минуте положен на лопатки югославом Владо Лисьяком, у которого этот успех был единственным в международной карьере.
| Выступление на Олимпийских играх 1984 года | Выступление на Олимпийских играх 1984 года | Выступление на Олимпийских играх 1984 года | Выступление на Олимпийских играх 1984 года | Выступление на Олимпийских играх 1984 года | Выступление на Олимпийских играх 1984 года | Выступление на Олимпийских играх 1984 года | Выступление на Олимпийских играх 1984 года |
| Круг                                       | Соперник                                   | Страна                                     | Результат                                  | Счёт                                       | Баллы                                      | Всего баллов                               | Время схватки                              |
| ------------------------------------------ | ------------------------------------------ | ------------------------------------------ | ------------------------------------------ | ------------------------------------------ | ------------------------------------------ | ------------------------------------------ | ------------------------------------------ |
| 1                                          | Герри Свенссон                             | Швеция                                     | Победа                                     | 5-0                                        | 3                                          | 3                                          | 6:00                                       |
| 2                                          | Борис Гольдштейн                           | Аргентина                                  | Победа                                     | 15-3 За явным преимуществом                | 4                                          | 7                                          | 1:10                                       |
| 3                                          | Мохамед Мутеи Накдали                      | Сирия                                      | Победа                                     | 12-0 За явным преимуществом                | 4                                          | 11                                         | 2:18                                       |
| 3                                          | Шабан Ибрагим                              | Египет                                     | Победа                                     | Дисквалификация за пассивность             | 3                                          | 14                                         | 1:19                                       |
| Финал группы «B»                           | Джим Мартинес                              | Соединённые Штаты Америки                  | Победа                                     | 5-2                                        | 3                                          | 3                                          | 6:00                                       |
| Финал                                      | Владо Лисьяк                               | Югославия                                  | Поражение                                  | Туше                                       |                                            |                                            | 0:57                                       |

В 1985 году стал серебряным призёром турнира World Super Championship. В 1986 году стал серебряным призёром чемпионата Северных стран, был шестым на чемпионате Европы и стал серебряным призёром чемпионата мира. В 1987 году снова был серебряным призёром чемпионата Северных стран и в четвёртый раз стал бронзовым призёром чемпионата Европы. В 1988 году был четвёртым на чемпионате Европы.
На Летних Олимпийских играх 1988 года в Сеуле боролся в категории до 62 килограммов (лёгкий вес). Участники турнира, числом в 31 человек в категории, были разделены на две группы. За победу в схватках присуждались баллы, от 4 баллов за чистую победу и 0 баллов за чистое поражение. В каждой группе определялись четыре борца с наибольшими баллами (борьба проходила по системе с выбыванием после двух поражений), они разыгрывали между собой места с первое по восьмое. Победители групп встречались в схватке за первое-второе места, занявшие второе место — за третье-четвёртое места и так далее.
Тапио Сипиля дошёл до финала в группе, где уступил корейцу Ким Сон Муну. Во встрече за третье место победил, и стал бронзовым призёром олимпийских игр.
| Выступление на Олимпийских играх 1988 года | Выступление на Олимпийских играх 1988 года | Выступление на Олимпийских играх 1988 года | Выступление на Олимпийских играх 1988 года | Выступление на Олимпийских играх 1988 года | Выступление на Олимпийских играх 1988 года | Выступление на Олимпийских играх 1988 года | Выступление на Олимпийских играх 1988 года |
| Круг                                       | Соперник                                   | Страна                                     | Результат                                  | Счёт                                       | Баллы                                      | Всего баллов                               | Время схватки                              |
| ------------------------------------------ | ------------------------------------------ | ------------------------------------------ | ------------------------------------------ | ------------------------------------------ | ------------------------------------------ | ------------------------------------------ | ------------------------------------------ |
| 1                                          | Нандор Сабо                                | Югославия                                  | Победа                                     | 13-0                                       | 3,5                                        | 3,5                                        | 6:00                                       |
| 2                                          | Густаво Мансур                             | Сальвадор                                  | Победа                                     | 15-0 За явным преимуществом                | 4                                          | 7,5                                        | 0:55                                       |
| 3                                          | Саид Суакен                                | Марокко                                    | Победа                                     | 7-0                                        | 3                                          | 10,5                                       | 6:00                                       |
| 4                                          |                                            |                                            |                                            |                                            | 0                                          | 10,5                                       |                                            |
| 5                                          | Мортен Брекке                              | Норвегия                                   | Победа                                     | 2-0                                        | 3                                          | 13,5                                       |                                            |
| 6                                          | Ясухиро Окубо                              | Япония                                     | Победа                                     | 10-0                                       | 3                                          | 16,5                                       | 6:00                                       |
| 7                                          | Ким Сон Мун                                | Республика Корея                           | Поражение                                  | 3-8                                        | 1                                          | 17,5                                       | 6:00                                       |
| За третье место                            | Петрикэ Кэраре                             | Румыния                                    | Победа                                     | 7-4                                        |                                            |                                            | 6:00                                       |

После игр оставил большой спорт. В дальнейшем стал тренером в клубе Muhoksen Voitto и функционером финской федерации спортсменов-рабочих (1988—1992), был депутатом муниципалитета в Мухосе и работал в техническом совете муниципалитета (1992—1996). Отец двоих сыновей./ C 2007 года возрождает клуб борьбы Muhoksen Voitto. Также является владельцем ресторана в Мухосе.